# Шпигало, Владимир Ерофеевич
Владимир Ерофеевич Шпигало (23 августа 1933, село Рубаный Мост, Буцкий район, Черкасская область) — украинский политик.

## Образование
Высшая партийная школа при ЦК КПУ (1964). Киевский университет имени Тараса Шевченко (1966), «Политическая экономия». Академия общественных наук при ЦК КПСС (1972). Кандидат экономических наук, доцент.

## Трудовая деятельность
- 1953 — 1954 — учитель семилетней школы, село Рубленый Мост. На комсомольской работе.
- 1954 — 1957 — служба в армии.
- 1957 — 1985 на партийной работе.
- 1985 — 1990 — ректор, заведующий кафедрой Уманского педагогического института. Доцент кафедры Переяслав-Хмельницкого педагогического института.
- С 1990 — начальник отдела, заместитель председателя, председатель президиума Всеукраинского совета Украинского общества охотников и рыболовов.

Народный депутат Украины 3-го созыва с 12 мая 1998 к 14 мая 2002 от СПУ-СелПУ, № 27 в списке. На время выборов: председатель президиума Всеукраинского совета Украинского общества охотников и рыбаков (город Киев), член СелПУ. Член фракции СПУ и СелПУ (май — октябрь 1998), член фракции СелПУ (октябрь 1998 — февраль 2000), член группы «Трудовая Украина» (с февраля 2000). Член Комитета по вопросам экологической политики, природопользования и ликвидации последствий Чернобыльской катастрофы.

## Награды
Орден Трудового Красного Знамени. Почетная грамота Кабинета Министров Украины (март 2002). 